# سكالسيا ستيورتية
سكالسيا ستيورتية (الاسم العلمي:Scalesia stewartii) هي نوع من النباتات تتبع جنس السكالسيا من الفصيلة النجمية.